# 1901年ウィリアム・マッキンリー大統領就任式
第25代アメリカ合衆国大統領のウィリアム・マッキンリーの2回目の就任式は、1901年3月4日月曜日にワシントンD.C.のアメリカ合衆国議会議事堂のイーストポルティコで行われた。これは29回目となる大統領就任式であり、大統領のマッキンリーの2期目、副大統領としてのセオドア・ルーズベルトの唯一の任期の始まりとなった。マッキンリーは2期目開始から194日目に死去し、ルーズベルトが大統領に昇任した。
大統領就任宣誓は最高裁判所長官のメルヴィル・フラーが執り行った。これは20世紀最初の就任式である。また下院と上院による合同委員会が主催した初めての就任式でもあった。

## ギャラリー

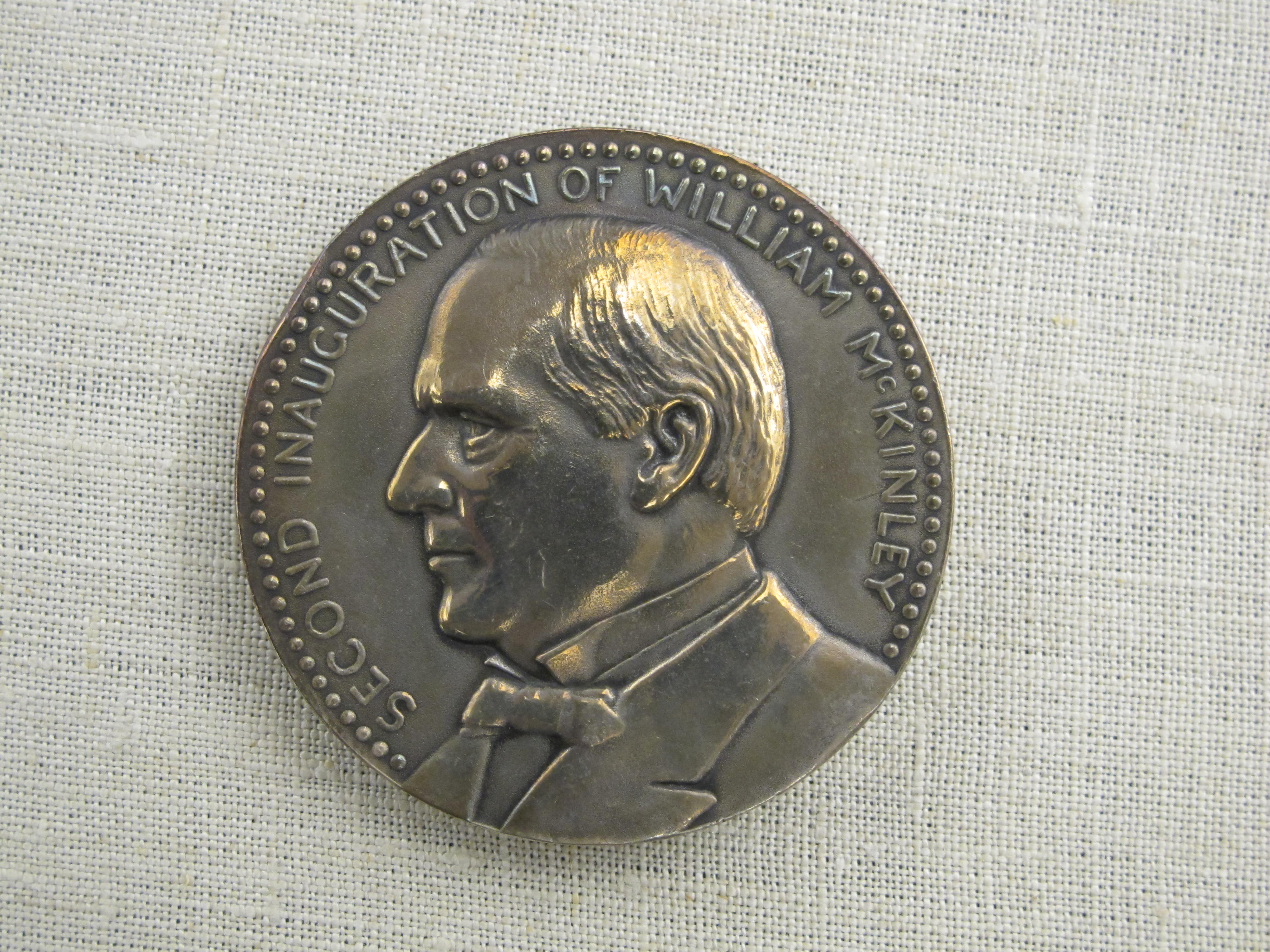
1901年のマッキンリーの銅製の大統領メダル。
- マッキンリーの就任式で大統領一行を率いてワシントンD.C.のペンシルベニア通りを行進する「黒馬の機兵隊」のビデオ。